# Landschaftsschutzgebiet Biotopkomplex westlich Rentorf
Das Landschaftsschutzgebiet Biotopkomplex westlich Rentorf mit etwa 28 ha Flächengröße liegt im Gemeindegebiet von Kalletal. Es wurde 1995 mit dem Landschaftsplan Nr. 4 Kalletal durch den Kreistag des Kreises Lippe erstmals als Landschaftsschutzgebiet (LSG) ausgewiesen. 2004 erfolgte die erneute Ausweisung durch den Kreistag mit dem geänderten Landschaftsplan.

## Beschreibung
Das Landschaftsschutzgebiet umfasst Talbereiche des Hellbaches und des Rentorfer Baches, ferner Hangbereiche zwischen Rentorf und Waterloo sowie nördlich der Bundesstraße 238 einen Siekbereich bei Rentorf. Die Bundesstraße 238 und die Gemeindegrenze bilden teilweise die Grenze des Schutzgebietes. Im Siek steht ein Mischwald. Westlich davon befindet sich ein Wäldchen mit Orchideenvorkommen. Östlich schließen sich Brachen und durch dichte Hecken- und Gebüschstrukturen kleinräumig gegliederte Grünlandbereiche an. Der Rentorfer Bach ist im Schutzgebiet größtenteils begradigt. Der nach Süden angrenzende Hang wird als extensives Weideland genutzt. Das Weideland ist mit zahlreichen Bäumen und Sträuchern durchsetzt. Das größtenteils begradigte Bachtal des Hellbaches wird im LSG überwiegend als Grünland genutzt. Am Hellbach stehen meist Gehölzstreifen. Nahe der Huxoler Mühle befinden sich ein Quellbereich und eine nasse Weide. Südlich eines Pappelwäldchens ist ein intensiv genutzter Teich angelegt. Beim Weiler Waterloo gibt es mehrere kleinere Teiche. Südlich von Waterloo erstreckt sich auf einer Hügelgruppe extensiv genutztes Grünland. Dieses Weideland wird von auf Hangkanten stehenden Hecken gegliedert.

## Schutzzwecke für das LSG
Laut Landschaftsplan erfolgte die Ausweisung des LSG
- „zur Erhaltung und Wiederherstellung der Leistungsfähigkeit des Naturhaushaltes in ökologisch besonders wertvoll strukturierten Bereichen mit Wasser-, Klima- und Biotopschutzfunktionen,“
- „zur Erhaltung und Wiederherstellung von Quellbereichen und naturnahen Fließgewässern, Grünland und naturnahen Waldbereichen unterschiedlicher Feuchtestufen, Feldgehölzen, Hecken und Obstwiesen,“
- „zur Erhaltung morphologisch ausgeprägter Bereiche zur Sicherung der landschaftlichen Eigenart und Vielfalt für die Erholung,“
- „zur Erhaltung wertvoller Biotopkomplexe aus Wald-Gründlandbereichen, Fließgewässern und Quellen mit wichtigen Trittstein- und Vernetzungsfunktionen,“
- „zur Erhaltung und Wiederherstellung wichtiger Rückzugsräume für die bedrohte Tier- und Pflanzenwelt,“
- „zur Sicherung der das Orts- und Landschaftsbild gliedernden und belebenden und die dörflichen Siedlungsstrukturen prägenden Freiraumelemente.“[1]

## Rechtliche Vorschriften
Im Landschaftsschutzgebiet sind unter anderem das Errichten von Bauten und das Anlegen von Fischteichen verboten.